# Vladimir Jarmolenko
Vladimir Jarmolenko (ur. 15 maja 1948 w Astrachaniu) – litewski naukowiec, polityk i działacz społeczny rosyjskiego pochodzenia, poseł na Sejm (1990–1999), dyplomata, w latach 2008–2013 ambasador Litwy w Bukareszcie.

## Życiorys
W 1972 ukończył studia w Instytucie Medycznym w Kownie (ze specjalnością w zakresie biofizyki), naukę kontynuował w instytucie fizyki i biologii Akademii Nauk ZSRR, gdzie uzyskał stopień kandydata nauk. Po powrocie na Litwę w 1983 stanął na czele laboratorium fizyczno-chemicznego oraz wykładał w katedrze biologii i chemii bioorganicznej Instytutu Medycznego w Kownie. Opublikował ponad 50 prac naukowych z dziedziny biochemii i biofizyki.
W 1990 wybrano go w skład Rady Najwyższej Litewskiej SRR (przekształconej w Sejm), był członkiem komisji praw obywatelskich i spraw narodowościowych. 11 marca 1990 złożył swój podpis pod Aktem Przywrócenia Państwa Litewskiego.
Po raz kolejny mandat deputowanego uzyskiwał w 1992 oraz w 1996, pracował w komisji spraw zagranicznych oraz europejskich. W 1993 wstąpił do Związku Ojczyzny.
W 1999 był przez krótki okres chargé d’affaires w ambasadzie litewskiej w Belgii, później pracował jako radca ministerialny w ambasadzie w Atenach. Od 2005 pełnił funkcję chargé d’affaires w ambasadzie w Bukareszcie, a od 2008 był ambasadorem nadzwyczajnym i pełnomocnym Republiki Litewskiej w Rumunii. Misję zakończył w grudniu 2013.